# Schronisko na Pasiecznym Wierchu
Schronisko PTT na Pasiecznym Wierchu – nieistniejące obecnie schronisko turystyczne położone pod szczytem Wierchu Pasiecznego (1481 m n.p.m.) w Gorganach.
Obiekt powstał w 1937 roku i był prowadzony przez koło w Kałuszu oddziału Polskiego Towarzystwa Tatrzańskiego w Stanisławowie. Dysponował 20 miejscami noclegowymi
Współcześnie trudno ustalić dokładne położenie schroniska, jako że nie zostało ono naniesione na mapy z tego okresu. W sprawozdaniu z działalności PTT za rok 1938 wskazywano, że zostało one wybudowane przy nowo wytyczonym szlaku, mniej więcej w połowie drogi pomiędzy Borewką a wsią Jasień. Dariusz Dyląg przypuszcza, że mogło być urządzone w jednym z domków myśliwskich widocznych na mapach w okolicy szczytu (Połonina Zapłata).

## Szlaki turystyczne
Przez szczyt Wierchu Pasiecznego prowadził nieznakowany szlak turystyczny z osady Podlute i dalej przez Seredną (1639 m n.p.m.) na Wysoką (1805 m n.p.m.). Około 1937 roku przez Wierch Pasieczny wytyczono szlak pieszo-narciarski prowadzący na Wysoką z Jasienia przez Hryńków Wierch z odgałęzieniem ze wsi Hryńków.